# Stabbursnes naturreservat
Stabbursnes naturreservat är ett norskt naturreservat i Porsangers kommun i Finnmark.
Stabbursneset är ett stort floddelta av sand och grus som Stabburselva har fört med sig till Porsangerfjorden, och reservatet har sedan 2002 status som ramsarområde på basis av sin betydelse för flyttfåglar.
Reservatet inrättades 1983 för att bevara ett område med välutvecklad strandvegetation. 
Det finns stora, flata strand- och lågvattenarealer både norr och söder om själva näset. Havet utanför är grunt, och det inre av Porsangerfjorden är ett av de viktigaste våtmarkshabitaten för fåglar i Norge, med sitt system av stora strand-, ebb- och grundvattenområden, flodmynningar, holmar, sund och tidvattenströmmar. De stora slättområdena med strandängar är det mest karaktäristiska för området, med många arktiska växtarter.
Både änder, gäss och vadarfåglar finns här. Änder brukar området till ruggning sommartid, ejder övervintrar här och många andra arter rastar här under vår- och höstflyttningar: kricka, gräsand, bläsand, sädgås och dvärggås. Särskilt anmärkningsvärt är det stora antalet kustsnäppor. Flockar på 30 000 individer har observerats under flyttfågelsträck.
Stabbursdalens nationalpark ligger i närheten av reservatet. 